# Erland Mindus
Erland Mindus, född 25 juni 1907 i Stockholms mosaiska församling, Stockholm, död 18 november 1996 i Engelbrekts församling, Stockholms län, var läkare och psykiatriker.
Mindus, som stundom kallats "industripsykiatriker", var en välkänd om än stundom omtvistad psykiatriker som 1948 skrev boken Industriell mentalhygien där han behandlade arbetspsykologiska problem i samband med mental hälsa men också om urvalet av lämpliga arbetare.
1958 deltog han som psykologisk rådgivare i en film om riskerna i arbetet, Den mänskliga faktorn.
1968 utkom både Mindus bok Arbete och mental hälsa tillsammans med Curt Åmarks bok Individ, medmänsklighet och miljö som utgjorde grunden till den stora mentalhälsokampanjen 1969 som utarbetats av Folksam och som avsåg att inleda en debatt om arbetslivets psykosociala frågor. Kampanjen var ett samarbete mellan arbetsgivarorganisationen SAF och fackförbunden LO och TCO vid sidan av ett flertal professionella sammanslutningar inom socialvetenskaperna. Materialet skulle användas i studiecirklar på i stort sett alla svenska arbetsplatser. Kampanjen mötte dock kritik från en grupp unga läkare med en marxistisk infallsvinkel. De menade att framför allt Erlands Mindus mentalhygieniska tolkning av arbetsanpassning inte var tillfredsställande och att företagets ledning inte har något alls att göra med individens hälsa till att företagshälsovården manipulerade med sjukdomsbegrepp för att tysta obekväma åsikter.
Erland Mindus är far till professorn Per Mindus.